# عربی خراسانی
عربی خراسانی (به عربی: العربية الخراسانية) گویشی از زبان عربی است که در بین عربهای خراسان تکلم می‌شود.
عرب‌های منطقهٔ خراسان در ایران از بازماندگان عرب‌هایی هستند که در قرون اولیه اسلامی و به‌خصوص در سال (۱۵۰ ه‍.ق) به خراسان وارد شدند. گویش آنها نیز با وجود تأثیر فراوان زبان فارسی تاکنون اصالت خود را حفظ کرده و واژگان اصیل فراوانی در آن یافت می‌شود و اکثریت مردم این منطقه در حال حاضر به زبان عربی با گویشی خاص تکلم می‌کنند.
منطقهٔ عرب خانه در جنوب خراسان جنوبی از مهمترین مراکزی است که تاکنون اصالت زبان و گویش عربی در آن برجای مانده‌است. زبان عربی، زبان غالب در این ناحیه به‌شمار می‌آید. از ویژگی‌های آن
وجود نمونه‌هایی فراوان از واژگان اصیل عربی در این گویش است.

## نمونه واژگان در گویش عربی خراسان
| گویش عربی خراسان | عربی فصیح | فارسی      |
| ---------------- | --------- | ---------- |
| اِحنَ              | نحن       | ما (ضمیر)  |
| وِن /وین          | این       | کجا        |
| گُعَد              | قَعَدَ       | نشست       |
| گام              | قَامَ       | برخاست     |
| مُطَر              | مَطَر       | باران      |
| حَلَف              | حَلَفَ       | سوگند خورد |
| وُجَفَ              | وَقَفَ       | ایستاد     |
| غَدَ               | غَدا، غُدوّاً | رفت        |
| جوز              | جوز       | گردو       |